# Joseph Walker (director de fotografía)
Joseph Bailey Walker (Denver, 22 de agosto de 1892 – Las Vegas, 1 de agosto de 1985) fue un director de fotografía de cine que trabajó en 145 films a lo largo de una carrera que duró 33 años.

## Biografía
Joseph Bailey Walker empezó a trabajar como ingeniero de telefonía, inventor y fotógrafo de documentales para la Cruz Roja durante la Primera Guerra Mundial antes de comenzar su carrera como director fotografía en 1919. Su primer trabajo fue el largometraje canadiense Back to God's Country, que se rodó cerca del Círculo Ártico. En los siguientes siete años, trabajó de forma libre para varios estudios a la órdenes de directores como W.S. Van Dyke, Francis Ford y George B. Seitz, entre otros. Fichó por Columbia Pictures ien1927 y trabajó de forma exclusivo para este estudio hasta su retiro en 1952.
Walker colaboró con el director Frank Capra en más de 20 films, incluidos Mujeres ligeras (Ladies of Leisure) (1930), Dama por un día (Lady for a Day) (1933), La amargura del general Yen (The Bitter Tea of General Yen) (1933), Sucedió una noche (It Happened One Night) (1934), Horizontes perdidos (Lost Horizon) (1937), El secreto de vivir (Mr. Deeds Goes to Town) (1936), Vive como quieras (You Can't Take It with You  (1938), Caballero sin espada (Mr. Smith Goes to Washington) (1939) y  ¡Qué bello es vivir! (It's a Wonderful Life) (1946).
Además de su trabajo en el cine, Walker patentó 20 inventos en varios inventos relacionados con la cámara que ideó, incluyendo el Sistema de Doble Exposición, varias lentes zoom, la Lente Duomar para cámaras de cine y televisión, el Dispositivo de Difusión Variable, el Medidor de Maquillaje Facial, dirigibles de cámara livianos y técnicas de difusión óptica. En 1994 muchos de los inventos, lentes, dispositivos y patentes de Walker fueron comprados por el curador del Museo ASC Steve Gainer, ASC ASK y se exhiben en la casa club de ASC en Hollywood. Walker fue nominado para el Premio de la Academia a la Mejor Fotografía cuatro veces. Fue el primer ganador del Premio Gordon E. Sawyer, que le fue entregado en reconocimiento a sus contribuciones tecnológicas a la industria cinematográfica por la Academia de Artes y Ciencias Cinematográficas en 1982.

## Filmografía parcial
| - Back to God's Country (1919) - The Grub-Stake (1923) - Richard the Lion-Hearted (1923) - What Shall I Do? (1924) - The Clash of the Wolves (1925) - The Girl on the Stairs (1925) - North Star (1925) - Let Women Alone (1925) - Tentacles of the North (1926) - The Baited Trap (1926) - The Flying U Ranch (1927) - Stage Kisses (1927) - Fire and Steel (1927) - Shanghaied (1927) - The Fighting Stallion (1927) - Say It with Sables (1928) - Submarine (1928) - Restless Youth (1928) - Virgin Lips (1928) - Modern Mothers (1928) - Object: Alimony (1928) - Around the Corner (1930) - Dirigible (1931) - La locura del dólar (American Madness) (1932) - Dama por un día (Lady for a Day) (1933) - La amargura del general Yen (The Bitter Tea of General Yen) (1933) - Sucedió una noche (It Happened One Night) (1934) - The Girl Friend (1935) | - Let's Live Tonight (1935) - Eight Bells (1935) - The Music Goes 'Round (1936) - El secreto de vivir (Mr. Deeds Goes to Town) (1936) - Los pecados de Teodora (Theodora Goes Wild) (1936) - Horizontes perdidos (Lost Horizon) (1937) - La sublime mentira (The Awful Truth) (1937) - Vive como quieras (You Can't Take It with You (1938) - El placer de vivir (Joy of Living) (1938) - Sólo los ángeles tienen alas (Only Angels Have Wings) (1939) - Caballero sin espada (Mr. Smith Goes to Washington) (1939) - Luna nueva (His Girl Friday) (1940) - Esa cosa llamada amor (This Thing Called Love) (1940) - Serenata nostálgica (Penny Serenade) (1941) - El difunto protesta (Here Comes Mr. Jordan) (1941) - Bedtime Story (1941) - Todos besaron a la novia (They All Kissed the Bride) (1942) - Seis destinos (Tales of Manhattan) (1942) - Los caprichos de Elena (Los caprichos de Elena) (1942) - ¡Qué noche aquella! (A Night to Remember) (1943) - ¡Qué bello es vivir! (It's a Wonderful Life) (1946) - The Jolson Story (1946) - La culpa de Janet Ames (The Guilt of Janet Ames) (1947) - La envidiosa (Harriet Craig) (1950) - Nacida ayer (Born Yesterday) (1950) - La dama de Trinidad (Affair in Trinidad) (1952) |

## Premios y distinciones
Premios Óscar
| Año  | Categoría                          | Película                     | Resultado |
| ---- | ---------------------------------- | ---------------------------- | --------- |
| 1939 | Mejor fotografía                   | Vive como quieras            | Nominado  |
| 1940 | Mejor fotografía - Blanco y negro  | Sólo los ángeles tienen alas | Nominado  |
| 1942 | Mejor fotografía en blanco y negro | El difunto protesta          | Nominado  |
| 1947 | Mejor fotografía en color          | The Jolson Story             | Nominado  |
| 1982 | Premio Gordon E. Sawyer            | Premio Gordon E. Sawyer      | Ganador   |